# Писарівська сільська рада (Лисянський район)
Писарі́вська сільська́ ра́да — адміністративно-територіальна одиниця та орган місцевого самоврядування в Лисянському районі Черкаської області. Адміністративний центр — село Писарівка.

## Загальні відомості
- Населення ради: 256 осіб (станом на 2001 рік)

## Населені пункти
Сільській раді підпорядковані населені пункти:
- с. Писарівка

## Склад ради
Рада складається з 12 депутатів та голови.
- Голова ради: Момот Василь Іванович
- Секретар ради: Куликова Тетяна Петрівна

### Керівний склад попередніх скликань
| Прізвище, ім'я, по батькові | Основні відомості                                                         | Дата обрання | Дата звільнення |
| --------------------------- | ------------------------------------------------------------------------- | ------------ | --------------- |
| Момот Василь Іванович       | Сільський голова, 1959 року народження, освіта вища, безпартійний         | 26.03.2006   | 31.10.2010      |
| Момот Василь Іванович       | Сільський голова, 1959 року народження, освіта вища, член Партії регіонів | 31.10.2010   |                 |

Примітка: таблиця складена за даними сайту Верховної Ради України

### Депутати
За результатами місцевих виборів 2010 року депутатами ради стали:

#### За суб'єктами висування
| Суб'єкт висування | Кількість обраних депутатів | %    |
| ----------------- | --------------------------- | ---- |
| Самовисування     | 5                           | 41,7 |
| Народна партія    | 4                           | 33,3 |
| Партія регіонів   | 3                           | 25   |

#### За округами
| № округу        | Прізвище, ім'я, по батькові    | Дата визнання обраним | Освіта  | Партійна приналежність | Відомості про обраного депутата      |
| --------------- | ------------------------------ | --------------------- | ------- | ---------------------- | ------------------------------------ |
| Народна Партія  |                                |                       |         |                        |                                      |
| 1               | Даценко Василь Володимирович   | 01.11.2010            | середня | член Народної партії   | тимчасово не працює                  |
| 2               | Сабадин Неля Іванівна          | 01.11.2010            | середня | член Народної партії   | тимчасово не працює                  |
| 7               | Корненко Микола Вікторович     | 01.11.2010            | середня | позапартійний          | тимчасово не працює                  |
| 12              | Груша Іван Григорович          | 01.11.2010            | середня | член Народної партії   | тимчасово не працює                  |
| Партія регіонів |                                |                       |         |                        |                                      |
| 6               | Кендюх Тетяна Володимирівна    | 01.11.2010            | середня | член Партії регіонів   | Писарівська сільська рада, бухгалтер |
| 9               | Яровий Микола Петрович         | 01.11.2010            | середня | член Партії регіонів   | ПП СП «Калиновий край», тракторист   |
| 10              | Куликова Тетяна Петрівна       | 01.11.2010            | середня | член Партії регіонів   | Писарівська сільська рада, секретар  |
| Самовисування   |                                |                       |         |                        |                                      |
| 3               | Куляк Катерина Дмитрівна       | 01.11.2010            | середня | член Партії регіонів   | ПП СП «Калиновий край», кухар        |
| 4               | Вергуляцький Всеволод Іванович | 01.11.2010            | вища    | позапартійний          | Голова ФСГ                           |
| 5               | Миколюк Юрій Петрович          | 01.11.2010            | середня | член Партії регіонів   | тимчасово не працює                  |
| 8               | Шпак Галина Олександрівна      | 01.11.2010            | середня | позапартійна           | тимчасово не працює                  |
| 11              | Говді Михайло Штепанович       | 01.11.2010            | середня | член Партії регіонів   | ПП СП «Калиновий край», тракторист   |

## Населення
За переписом населення України 2001 року в сільській раді мешкали 253 особи. 100 % населення вказало своєю рідною мовою українську мову.